# مرد لحظه‌ها (فیلم ۱۹۵۵)
مرد لحظه‌ها (انگلیسی: Man of the Moment) یک فیلم است که در سال ۱۹۵۵ منتشر شد. از بازیگران آن می‌توان به نورمن ویزدوم اشاره کرد.